# Ypsolopha cajaliella
Ypsolopha cajaliella là một loài bướm đêm thuộc họ Ypsolophidae. Loài này có ở Tây Ban Nha.